# 맘마 로마
맘마 로마(Mamma Roma)는 이탈리아에서 제작된 피에르 파올로 파졸리니 감독의 1962년 드라마 영화이다. 안나 마냐니 등이 주연으로 출연하였고 알프레도 비니 등이 제작에 참여하였다.

## 출연

### 주연
- 안나 마냐니
- 에토레 가로포로

### 조연
- 프랑코 치티
- 실바나 코시니
- 루이사 로이아노
- 파올로 볼포니
- 루치아노 고니니

## 제작진
- 미술: 플라비오 모게리니